# Alexander Feistl
Alexander Feistl (* 23. November 1985 in Landshut) ist ein ehemaliger deutscher Eishockeyspieler.

## Karriere
Alexander Feistl begann seine Karriere 2000 in seiner Geburtsstadt beim EV Landshut und spielte dort bis zur Saison 2002/03 in der DNL. In derselben Saison absolvierte er 12 Spiele im Profikader der Landshut Cannibals, sein erstes Spiel im Profibereich absolvierte er im Alter von 16 Jahren. In der Saison 2003/04 wurde er als bester Neuling der 2. Bundesliga ausgezeichnet.
Zur Saison 2006/2007 wechselte er zu den Eisbären Regensburg innerhalb der 2. Bundesliga, um in Regensburg zu studieren.
Zu Beginn der Saison 2008/09 schloss sich Feistl aufgrund der Insolvenz der Eisbären Regensburg den Black Hawks Passau in der Oberliga an.
In der Saison 2010/11 kehrte er zu seinem Heimatverein Landshut Cannibals zurück. Zur Saison 2011/12 wechselte er zum benachbarten EV Moosburg, ehe er 2017 seine Karriere beendete.
Heute ist Feistl im familieneigenen Betrieb in der Lüftungstechnik/Anlagenbau tätig.

### International
Alexander Feistl durchlief sämtliche Auswahlmannschaften im deutschen Eishockey. Er absolvierte für die deutsche U20-Nationalmannschaft fünf Spiele bei der U20-Weltmeisterschaft der Division I 2004, bei der ihm drei Tore und ein Assist gelangen. Mit der U20-Nationalmannschaft schaffte er den Aufstieg in die Top-Division.

## Erfolge und Auszeichnungen
- 2004 Aufstieg in die  Top-Division bei der U20-Weltmeisterschaft der Division I
- 2004 Vizemeister in der 2. Bundesliga
- 2004 „Rookie of the year“ in der 2. Bundesliga

## Karrierestatistik
(Legende zur Spielerstatistik: Sp oder GP = absolvierte Spiele; T oder G = erzielte Tore; V oder A = erzielte Assists; Pkt oder Pts = erzielte Scorerpunkte; SM oder PIM = erhaltene Strafminuten; +/− = Plus/Minus-Bilanz; PP = erzielte Überzahltore; SH = erzielte Unterzahltore; GW = erzielte Siegtore; 1 Play-downs/Relegation; Kursiv: Statistik nicht vollständig)